# Френк Свіфт Борнс
Френк Свіфт Борнс (англ. Frank Swift Bourns; 1866—1935) — американський орнітолог і лікар. Він брав участь у двох різних експедиціях на Філіппіни з Діном Конантом Вустером, де вони збирали природничі зразки. З 1887 по 1888 рік вони брали участь в експедиції, яку спонсорував Джозеф Біл Стір. З 1890 по 1892 рік вони повернулися в експедицію, спонсоровану Луїсом Менажем і Академією природничих наук Міннесоти. Дві експедиції дали тисячі екземплярів птахів і ссавців, включаючи такі види, як Nycticebus borneanus та Gallicolumba menagei. Після другої експедиції Борнс переїхав до Анн-Арбор, штат Мічиган, де отримав ступінь лікаря і став лікарем.